# Proto 2
Proto 2 a fost un avion biplan de școală și antrenament fabricat la Fabrica de avioane ASTRA din Arad în anul 1924.
Modelul a fost proiectat de către maior inginer Ștefan Protopopescu, inginer Dumitru Baziliu și inginer Gheorghe Ticău prin dezvoltarea aparatului Proto 1.
În urma unei catastrofe acesta a fost modificat noul aparat primind denumirea de Proto 2. Acesta păstra designul aparatului original însa a fost modificat ca urmare a concluziilor comisiei de anchetă care analizase cauzele accidentului în care și-a pierdut viața locotenentul Ion Sava.
Modificările aduse aparatului Proto 1 au constat în:
- Întărirea structurii aripii prin mărirea secțiunii lonjeroanelor
- Adăugarea a unei perechi de montanți intre planuri.[2]

## Caracteristici
| Anvergură          | 9,6 m    |
| Suprafata aripii   | 28,86 m  |
| Lungime            | 7,0 m    |
| Înălțime           | 2,9 m    |
| Masa avionului gol | 730 kg   |
| Masa totală        | 1140 kg  |
| Viteza maximă      | 174 km/h |
| Viteza minma       | 79 km/h  |
| Plafon             | 5000 m   |